# Destinée !
 (juillet 2025).
Si vous disposez d'ouvrages ou d'articles de référence ou si vous connaissez des sites web de qualité traitant du thème abordé ici, merci de compléter l'article en donnant les références utiles à sa vérifiabilité et en les liant à la section « Notes et références ».
Pour plus de détails, voir Fiche technique et Distribution.
Destinée ! est un film muet français réalisé par Henry Roussell, sorti en 1925.
Le film met en scène un triangle amoureux dont les protagonistes croisent la route de Napoléon Bonaparte, entre la fin de la période de la Convention et le début du Directoire. La résolution du film et de l'intrigue sentimentale se produit lors de la victoire de l'armée d'Italie de la république française durant la bataille du pont de Lodi. Le film célèbre les valeurs réconciliatrices de la République et fait de Napoléon Bonaparte une figure républicaine convainque.

## Synopsis
An III de la Révolution française, à Paris. Deux jeunes Italiens exilés, Carlo et Floria, vivent un relation amoureuse ambiguë : Carlo est sincèrement épris, tandis que Floria reste distante.
Floria fait la rencontre de Roland de Neuflize, un jeune noble français séduit par la beauté de la jeune italienne. Roland est royaliste, Floria est hésitante mais plutôt favorable à la révolution, malgré une attirance commune leurs opinions opposées suscitent des tensions. Floria fréquente l’atelier du peintre David, où se côtoient des personnalités révolutionnaires comme Bonaparte et Barras. Bonaparte, général encore peu connu, y croise Joséphine de Beauharnais, dont il tombe amoureux. Bonaparte sauve Carlo d’un policier, il médite avec lui sur sa "destinée", notamment à l’égard de l’Italie, qu'il décrit comme sa seconde patrie. Roland, lui, cherche à revoir Floria et se rend à son tour dans l'atelier du peintre. Il y fait la rencontre Bonaparte, qui parvient à le convertir à la cause républicaine.
Les intrigues amoureuses de Floria, partagée entre Roland et Carlo se mêlent aux évènements historiques de la suite de la Révolution. Bonaparte s'affirme en défenseur de la République en écrasant l’insurrection royaliste du 13 Vendémiaire, obtenant ainsi le commandement de l’armée d’Italie. Roland rejoint l'armée républicaine tandis que Carlo, hostile à Roland, décide finalement de s'engager du côté Autrichien, dont les armées occupent le nord de l'Italie.
Dans le tumulte des batailles et des mouvements de troupe Floria, qui avait suivi Carlo, retrouve Roland qu'elle avoue aimer. Elle est arrêtée avec Carlo. Carlo est exécuté mais Floria est sauvée, puis graciée par Bonaparte. Le général ordonne finalement son mariage avec Roland.

## Fiche technique
- Titre : Destinée !
- Réalisation : Henry Roussell
  - Assistants réalisateur : Pierre Delmonde
- Scénario : Henry Roussell
- Musique : André Gailhard
- Photographie : Willy Faktorovitch, Maurice Velle
- Effets spéciaux : Walter Percy Day
- Sociétés de production : Lutèce Films Productions
- Société de distribution : Exclusivités Jean de Merly
- Pays d'origine :  France
- Format : noir et blanc - 1,37:1 - 35 mm - muet
- Genre : drame romantique, film historique, biopic
- Dates de sortie : 
  - France : 12 décembre 1925 (Soirée de gala au ministère des affaires étrangères), début 1926 (sortie nationale)

## Distribution
- Floria Alfina : Isabelita Ruiz
- Napoléon Bonaparte : Jean-Napoléon Michel
- Roland de Neuflize : Pierre Batcheff
- Carlo Strabini : Geymond Vital
- Paméla Egalité : Christiane Favier
- Léonidas Gauthier : Raoul Villiers
- Barras : René Montis
- Rosalia Strabini : Victoria Lenoir
- Joséphine de Beauharnais : Ady Cresso
- Tallien : Jaime Devesa
- Madame Tallien : Suzy Pierson
- David : Louis Cari
- Maréchal de Beaulieu : Raphaël Adam
- Salicetti : Pierre Delmonde
- Masséna : Georges de la Noé

## Production
- Le film est tourné courant 1925 dans des studios situé à Epinay, les extérieurs à Avignon ainsi qu'en Italie à Lodi, où est reconstituée la bataille du même nom[1].
- Un roman historique adapté du film sort en parallèle, il est écrit par René Jeanne et publié aux éditions Tallandier.

## Réception
La première du film a lieu le 12 décembre 1925 au Ministère des Affaires étrangères, organisée par la Société des Auteurs de Films, à laquelle assistent le Président du Conseil Aristide Briand, Le ministre de l'Instruction publique Edouard Daladier ainsi que de nombreuses personnalités du cinéma. Une revue de l'époque en parle ainsi : 
"Pour la première fois, les pouvoirs publics donnaient à l’industrie cinématographique nationale cette marque de leur haute estime et de leur bienveillante attention. (…) Les nombreuses personnalités politiques, diplomatiques et artistiques qui assistaient à cette séance firent à cette magnifique œuvre française un accueil enthousiaste."
Le film, ainsi adoubé par les autorités, sort début 1926 et rencontre un confortable succès public. La sortie du monumental Napoléon vu par Abel Gance l'année suivante, ainsi que le déclin de la carrière d'Henry Roussell au moment du passage du muet au parlant, explique que le film soit tombé dans l'oubli par la suite.
Il n'existe pas à l'heure actuelle de copie du film qui soit visible. Une copie en mauvais état subsiste néanmoins à la Cinémathèque de Prague.